# Josef Giggenbach

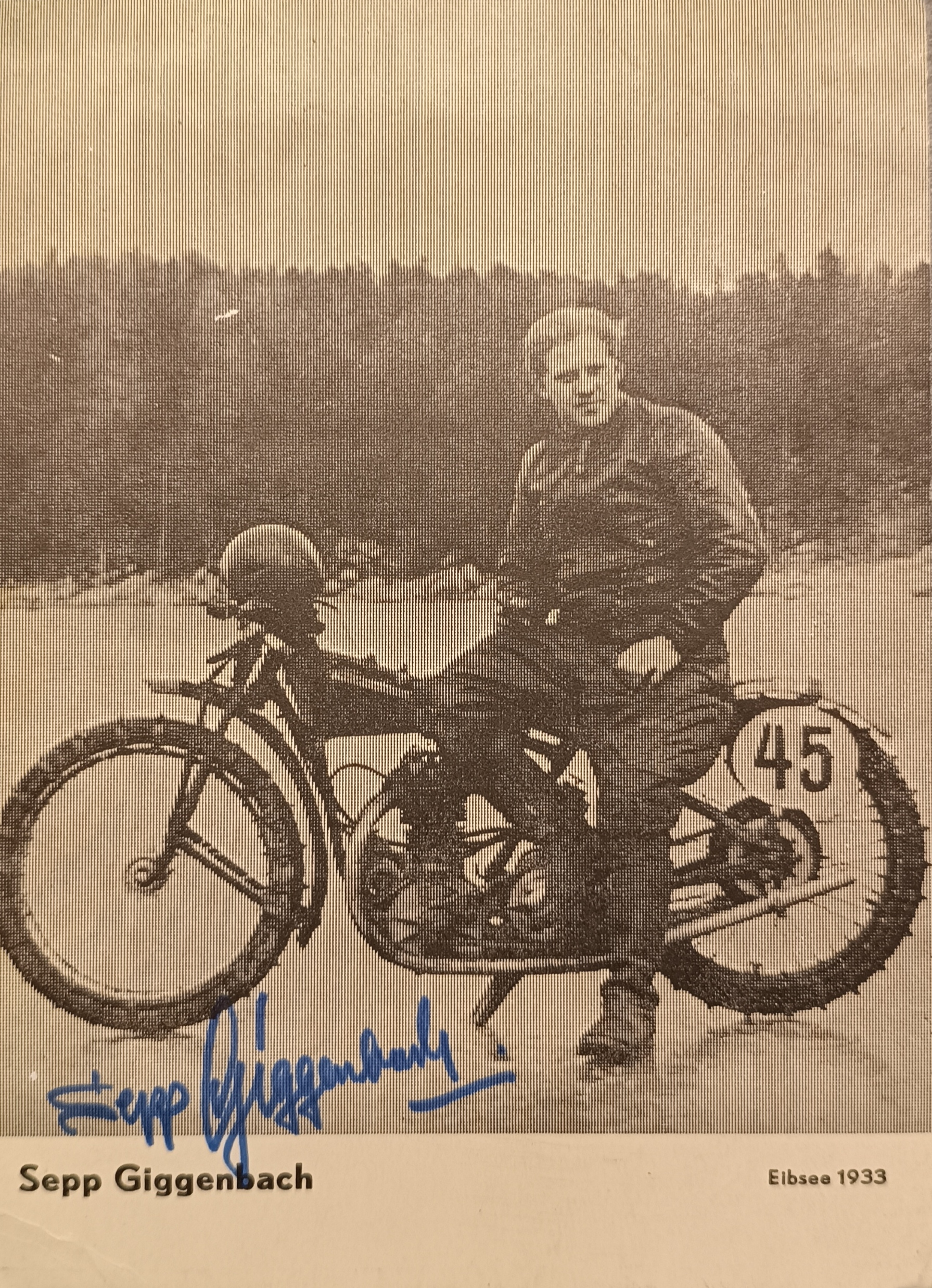
Autogrammkarte von 1933

Josef „Sepp“ Giggenbach (* 1. April 1906 in Trostberg; † 25. Mai 1980 in Mühldorf am Inn) war ein deutscher Motorradrennfahrer. Er trat hauptsächlich auf der Sand-, Gras- und Eisbahn an, und fuhr auch Berg- und Straßenrennen.

## Leben und Karriere
1914 zogen Sepp Giggenbachs Eltern von Trostberg in das etwa 30 Kilometer entfernte Mühldorf am Inn. Dort besuchte er die Volksschule und machte anschließend in einem ortsansässigen Betrieb eine Mechanikerlehre. Als 1923 der Motorsportclub Mühldorf gegründet wurde, nahm Giggenbach erstmals an einer motorsportlichen Veranstaltung teil: Mit einem Fahrrad mit Hilfsmotor versuchte er sich an der Fahrt Trostberg–Tittmoning–Altötting–Mühldorf, fiel jedoch nach 18 Kilometern mit Rahmenbruch aus.

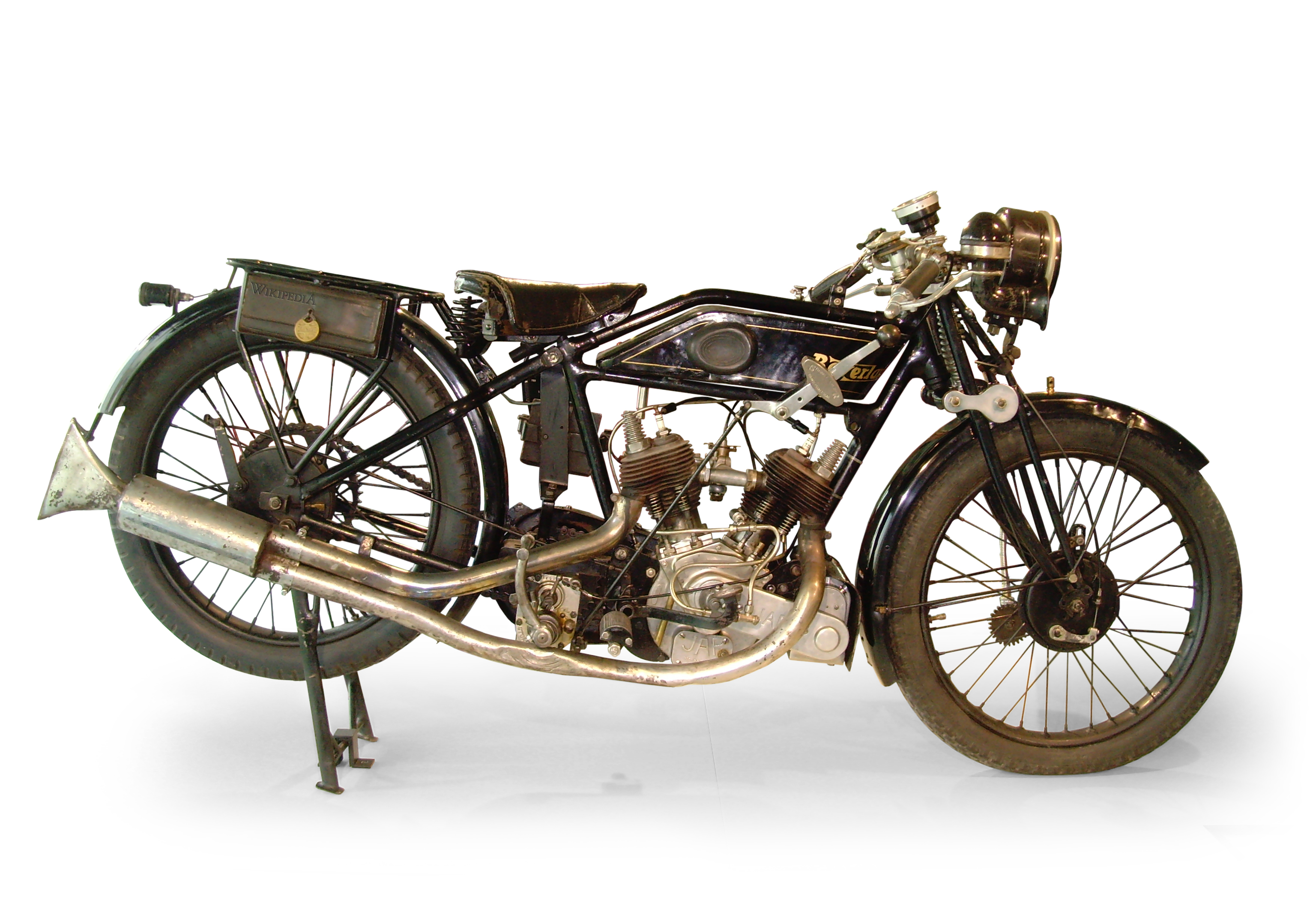
Bayerland-J.A.P. V-Zweizylinder, Viertakt-SV, 680 cm³, 17 PS, Parallelogramm-Vorderradgabel, Hinterrad ungefedert, Höchstgeschwindigkeit 120 km/h, Baujahr 1927

Die Begeisterung für den Motorsport galt vor allem den Sandbahnrennen in Mühldorf, bei denen er 1924 als 18-Jähriger auf einer Triumph Knirps mit 200-cm³-Motor erstmals startete. Am Pfingstsonntag 1925 gewann er sein erstes Sandbahnrennen auf einer 250-cm³-Bayerland, die ihm der Motorradfabrikant Anton Baierlein zur Verfügung gestellt hatte. Weitere Siege folgten. Giggenbach fuhr auf der Sandbahn, der Gras- und der Eisbahn, am Berg und schließlich auch auf der Straße.
1927 gewann Giggenbach auf einer Bayerland mit einem 990-cm³-V2-Einbaumotor von J.A.P. auf dem Nürburgring den Großen Preis von Deutschland in der 1000-cm³-Klasse und damit zugleich die einmalig ausgetragene Europameisterschaft in dieser Kategorie. Er fuhr das Rennen über 18 Runden auf der Gesamtstrecke (Nord- und Südschleife) bzw. 509,4 km in 5:58:36,4 Stunden, was einem Durchschnitt von 85,52 km/h entsprach. Zweiter wurde Werner Huth auf Harley-Davidson mit einem Rückstand von fast 16 Minuten. Dritter wurde Heinz Kürten auf Andrees. Von zwölf gestarteten Maschinen fuhren sechs das Rennen bis zum Ende. Zwei Jahre später siegte Giggenbach in der großen Klasse auch beim Schleizer Dreieckrennen. 1930 wurde er auf einer NSU Zweiter auf dem Nürburgring.
Die Laufbahn war aber nicht nur von Erfolgen gekrönt. Giggenbach erlebte auch schwere Stürze und musste nach eigener Aussage „28 Knochenbrüche auskurieren“. Um wirtschaftlich vom Sport unabhängig zu sein, gründete er 1930 die Mech. Werkstätte – Motorräder – Mietauto. Trotzdem wollte Giggenbach weiter im Motorsport aktiv sein und trat 1933 in die Motor-SS ein. Später wurde er der Reichsleitung der NSDAP als Mechaniker und Fahrer zugewiesen. 1936 erklärte Giggenbach den Rücktritt vom Rennsport.
Nach der Rückkehr aus dreijähriger amerikanischer Kriegsgefangenschaft begann Giggenbach 1948 eine zweite Motorsportkarriere, zunächst als Beifahrer („Schmiermaxe“) auf dem Gespann von Willi Haselbeck. Da sein Betrieb im Krieg zerstört worden war, arbeitete er anfangs in einer Motorradwerkstatt in Würzburg, bis er 1952 zusammen mit seinem Bruder wieder eine eigene Werkstatt und Kraftfahrzeughandlung in Mühldorf eröffnete. Als Sportler nahm er vor allem erfolgreich an Zuverlässigkeitsfahrten teil, bevor er 1954 seine aktive Rennfahrerlaufbahn endgültig beendete. Danach wirkte er als Funktionär und Organisator im Motorsport, unter anderem als Sportwart der Obersten Motorsportkommission (OMK). Außerdem war er 16 Jahre lang Mitglied des Stadtrats von Mühldorf.

## Privates
Sepp Giggenbach war verheiratet und hatte zwei Töchter und einen Sohn. Seine Heimatgemeinde Mühldorf am Inn ehrt ihn mit der nach ihm benannten Sepp-Giggenbach-Straße.

## Statistik

### Titel
- 1927 – 1000-cm³-Europameister auf Bayerland-J.A.P.

### Rennsiege
(gefärbter Hintergrund = Europameisterschaftslauf)
| Jahr | Klasse   | Maschine         | Rennen                       | Strecke           |
| ---- | -------- | ---------------- | ---------------------------- | ----------------- |
| 1927 | 1000 cm³ | Bayerland-J.A.P. | Großer Preis von Deutschland | Nürburgring       |
| 1929 | 1000 cm³ | Bayerland-J.A.P. | Schleizer Dreieckrennen      | Schleizer Dreieck |

## Verweise